# ۸۲۲ (خورشیدی)
۸۲۲ هشتصد و بیست و دومین سال هجری خورشیدی است.